# Ovenstädt

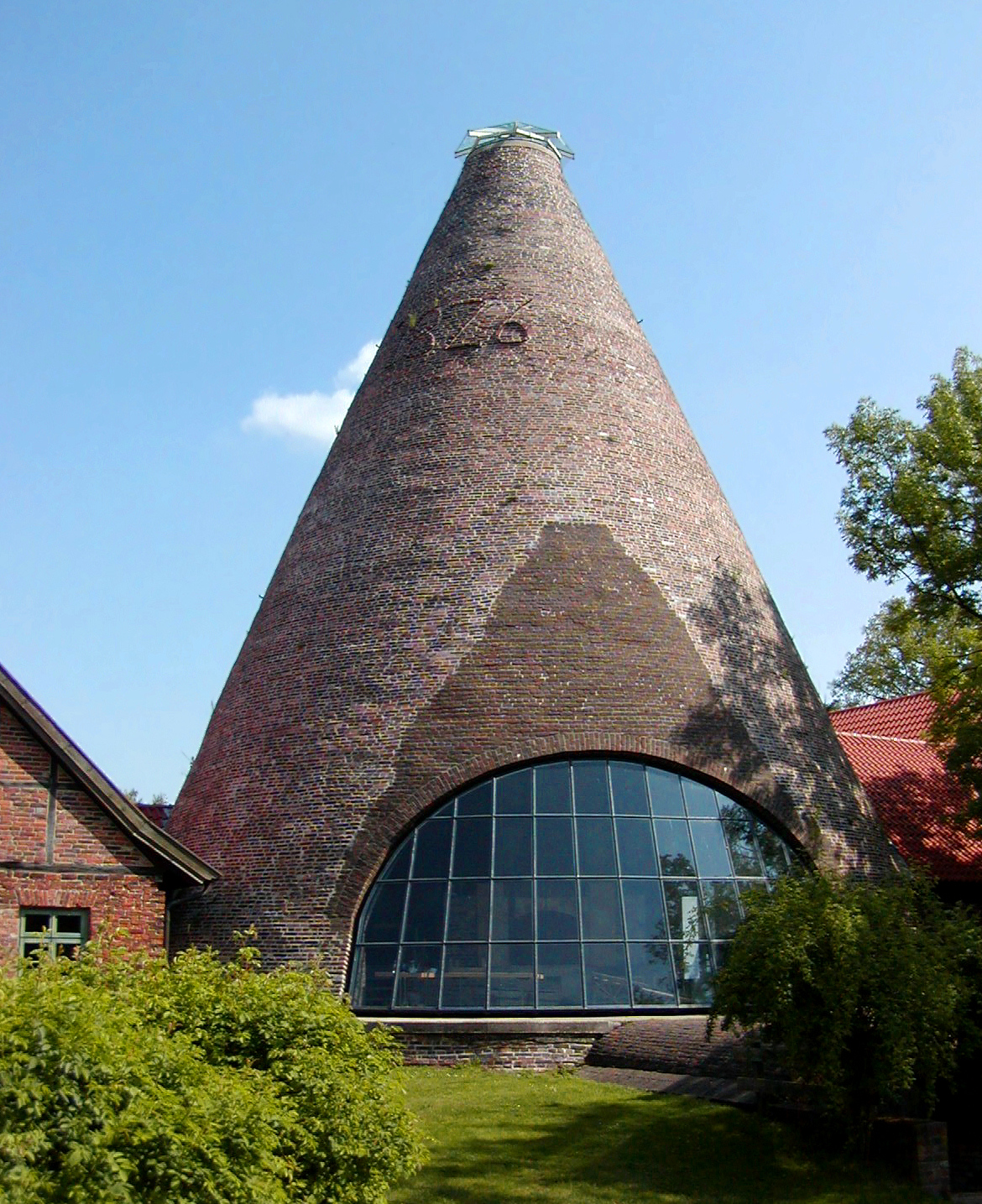
Glasturm der Glashütte Gernheim

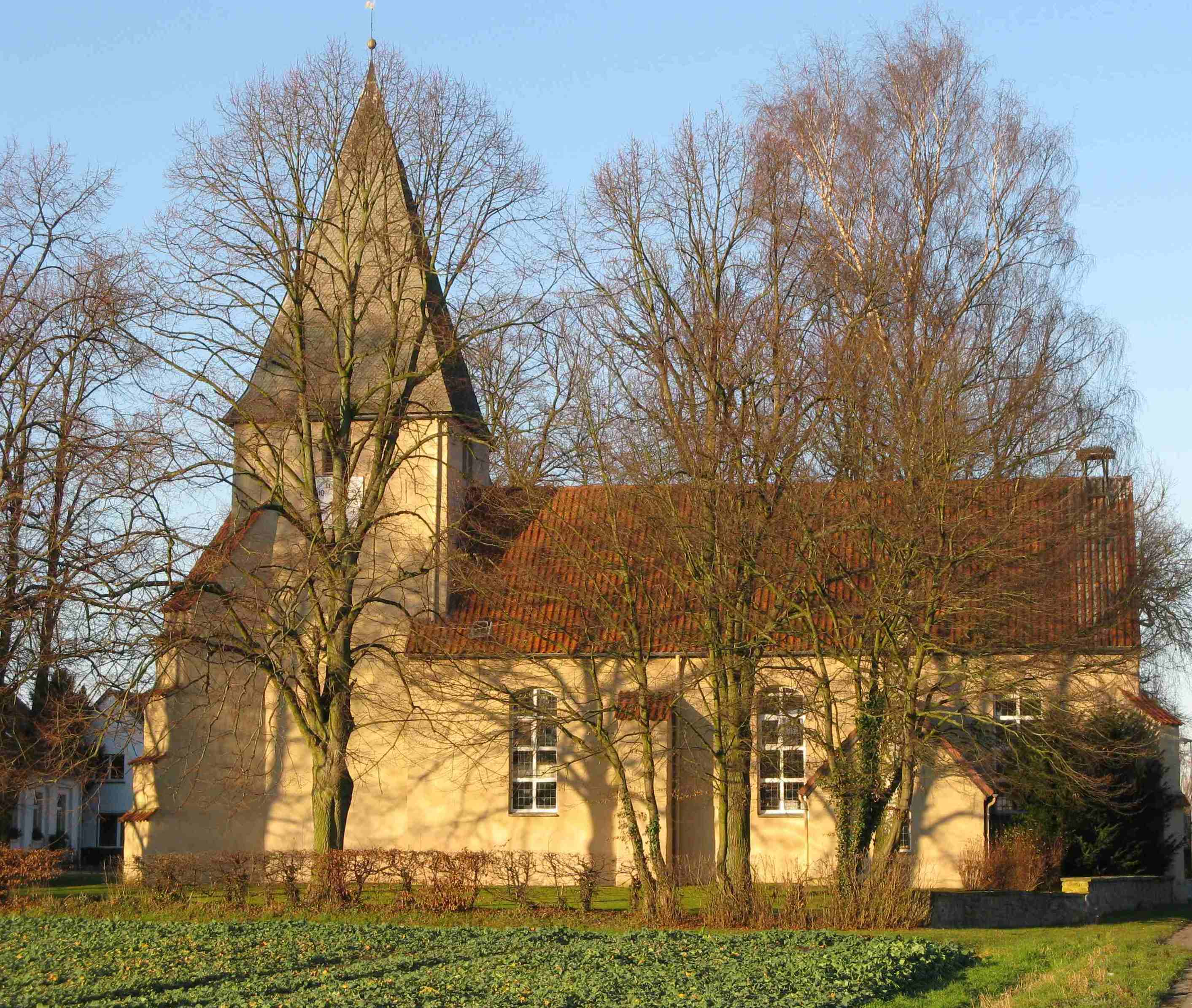
Apostelkirche (Ovenstädt)

Ovenstädt ist ein Ortsteil von Petershagen im Kreis Minden-Lübbecke in Ostwestfalen.

## Geographie
Er liegt nördlich der Kernstadt; im Osten grenzt Ovenstädt an die Weser (gegenüber liegt der Ortsteil Windheim) und den Ortsteil Hävern, im Norden und Westen an den Landkreis Nienburg in Niedersachsen und im Süden an die Ortsteile Eldagsen und Petershagen.

## Geschichte
Ovenstädt war ursprünglich ein sogenanntes Mengedorf, d. h. ein Teil seiner Höfe gehörte zur Grafschaft Hoya, während ein anderer Teil zum Amt Petershagen des Fürstentums Minden gehörte. Von 1807 bis 1810 gehörte Ovenstädt zum Kanton Petershagen des napoleonischen Satellitenstaats Königreich Westphalen. Von 1811 bis 1813 gehörte Ovenstädt unmittelbar zu Frankreich und war dort Sitz einer Mairie (Bürgermeisterei) im Arrondissement Minden des Departements der Oberen Ems. Der Ort fiel 1813 wieder an Preußen bzw. das Königreich Hannover. Seine preußischen Teile kamen 1816 zum neuen Kreis Minden. Durch einen Staatsvertrag zwischen Preußen und dem Königreich Hannover gelangte Ovenstädt 1837 vollständig zum Kreis Minden, in dem es eine Gemeinde des Amtes Petershagen bildete. Bevor die Gemeinde bei der kommunalen Neugliederung am 1. Januar 1973 Teil der Stadt Petershagen wurde, hatte sie eine Fläche von 6,37 km² sowie 1326 Einwohner (31. Dezember 1972).

## Politik
Die Bevölkerung von Ovenstädt wird gegenüber Rat und Verwaltung der Stadt Petershagen seit 1973 durch einen Ortsbürgermeister vertreten, der aufgrund des Wahlergebnisses vom Rat der Stadt Petershagen gewählt wird.
Ortsbürgermeister ist Wolfgang Koopmann (CDU).

## Kultur und Sehenswürdigkeiten
- Die Glashütte Gernheim ist ein Standort des Westfälischen Industriemuseums. Am Steilufer der Weser liegend, gehörte die Glashütte zeitweilig zu den bedeutendsten Fabriken in Nordwestdeutschland. In ihr wurde von 1812 bis 1877 produziert.[4] Nach jahrzehntelanger Restaurierung erfolgte die Eröffnung des Museums am 7. November 1998.

- Die Kirche wurde erstmals im Jahre 1204 erwähnt. Zwischen 1204 und 1810 Stand sie unter dem Patronat von Kloster St. Mauritius (Minden).[5] Die Kirchengemeinde Ovenstädt setzt sich aus Gebieten aus zwei Bundesländern zusammen.

## Vereine
In Ovenstädt gibt es eine Vielzahl von Vereinen mit unterschiedlicher Ausrichtung. Zu den Sportvereinen zählen der TuS Petershagen-Ovenstädt sowie der Reit-, Fahr- und Zuchtverein Ovenstädt e. V. Auch die Freiwillige Feuerwehr ist in Ovenstädt als Verein organisiert. Darüber hinaus existieren noch der Karnevalsverein, die Kyffhäuser- und Schützenkameradschaft, eine Reservistenkameradschaft Petershagen-Ovenstädt sowie der Böllerschützenverein – IR 15.

## Persönlichkeiten
- Ernst Heinrich Wilhelm Meyer (* 4. Juni 1870 in Ovenstädt; † 8. Mai 1948 in Bielefeld), Jurist und Schriftsteller
- Ernst Reckeweg (* 18. April 1873 in Ovenstädt; † 5. September 1944 in Haddon Heights, New Jersey / USA), Turner, Olympiasieger 1904[7]
- Wilhelm Schüffner (* 2. Januar 1867 in Gernheim; † 24. Dezember 1949 in Hilversum), Professor für Mikrobiologie und Immunologie